# Майк Генрі
Майкл (Майк) Ге́нрі (англ. Michael 'Mike' Henry; нар. 25 березня 1964) — американський сценарист, продюсер, співак, актор озвучування. Триразовий номінант на престижну телепремію «Еммі» (2008, 2009, 2011). 
Відомий завдяки своїй роботі над створенням мультсеріалу «Гріфіни», в якому він є сценаристом, продюсером і актором озвучування. У мультсеріалі він озвучує багато персонажів, включаючи Клівленда Брауна і Герберта. Також озвучував ролі у мультсеріалах «Робоцип», «Американський тато» та «Шоу Клівленда».
Наприкінці червня 2020 року Майк Генрі відмовився від озвучення Клівленда Брауна з «Гріффінов» через те, що сам актор білий, а персонаж — чорний.

## Фільмографія

### Фільми
| Рік  | Українаська назва                 | Оригінальна назва                 | Роль                             | Примітки |
| ---- | --------------------------------- | --------------------------------- | -------------------------------- | -------- |
| 2005 | Стюї Гріффін: Нерозказана історія | Stewie Griffin: The Untold Story  | Клівленд Браун / Герберт (голос) |          |
| 2012 | Третій зайвий                     | Ted                               | Південний інформатор             | камео    |
| 2014 | Мільйон способів втратити голову  | A Million Ways to Die in the West | ковбой                           | камео    |

### Телебачення
| Рік       | Українська назва                                      | Оригінальна назва                                  | Роль                                        | Примітки                                                                   |
| --------- | ----------------------------------------------------- | -------------------------------------------------- | ------------------------------------------- | -------------------------------------------------------------------------- |
| з 1999    | Гріфіни                                               | Клівленд Браун / Герберт / Консуела / різні голоси | продюсер, сценарист, актор озвучування      |                                                                            |
| 2003      |                                                       | Kicked in the Nuts                                 | Prankster                                   | 15 серій                                                                   |
| 2003      | Дівчата Гілмор                                        | Gilmore Girls                                      | Ед                                          | Серія: "The Fundamental Things Apply"                                      |
| 2005      | Робоципа                                              | Robot Chicken                                      | різні голоси                                | 3 серії                                                                    |
| з 2005    | Американський тато                                    | American Dad!                                      | Джексон / різні голоси                      | 20 серій                                                                   |
| 2007      | Клініка                                               | Scrubs                                             | уролог                                      | серія: "My Point of No Return"                                             |
| 2008–2009 | Кавалькада мультиплікаційних комедій Сета Макфарлейна | Seth MacFarlane's Cavalcade of Cartoon Comedy      | різні голоси                                | 2 серії                                                                    |
| 2009–2013 | Шоу Клівленда                                         | The Cleveland Show                                 | Клівленд Браун / Ралло Таббс / різні голоси | 88 серій; співзасновник, виконавчий продюсер, сценарист, актор озвучування |
| 2010      | Робоципа: Зоряні війни. Епізод III                    | Robot Chicken: Star Wars Episode III               | Джадль (голос)                              | TV special                                                                 |
| 2012      |                                                       | FOX 25th Anniversary Special                       | Клівленд Браун (голос)                      | TV special                                                                 |

### Відеоігри
| Рік  | Назва                              | Роль                                               | Примітки |
| ---- | ---------------------------------- | -------------------------------------------------- | -------- |
| 2006 | Family Guy Video Game!             | Клівленд Браун / Герберт / Консуела / різні голоси |          |
| 2012 | Family Guy: Back to the Multiverse | Клівленд Браун / Герберт / Консуела / різні голоси |          |
| 2014 | Family Guy: The Quest for Stuff    | Клівленд Браун / Герберт / Консуела / різні голоси |          |